# Phiêng Ban
Phiêng Ban là một xã thuộc huyện Bắc Yên, tỉnh Sơn La, Việt Nam.
Xã có diện tích 46,23 km², dân số năm 1999 là 3.360 người, mật độ dân số đạt 73 người/km².